# Fischbank

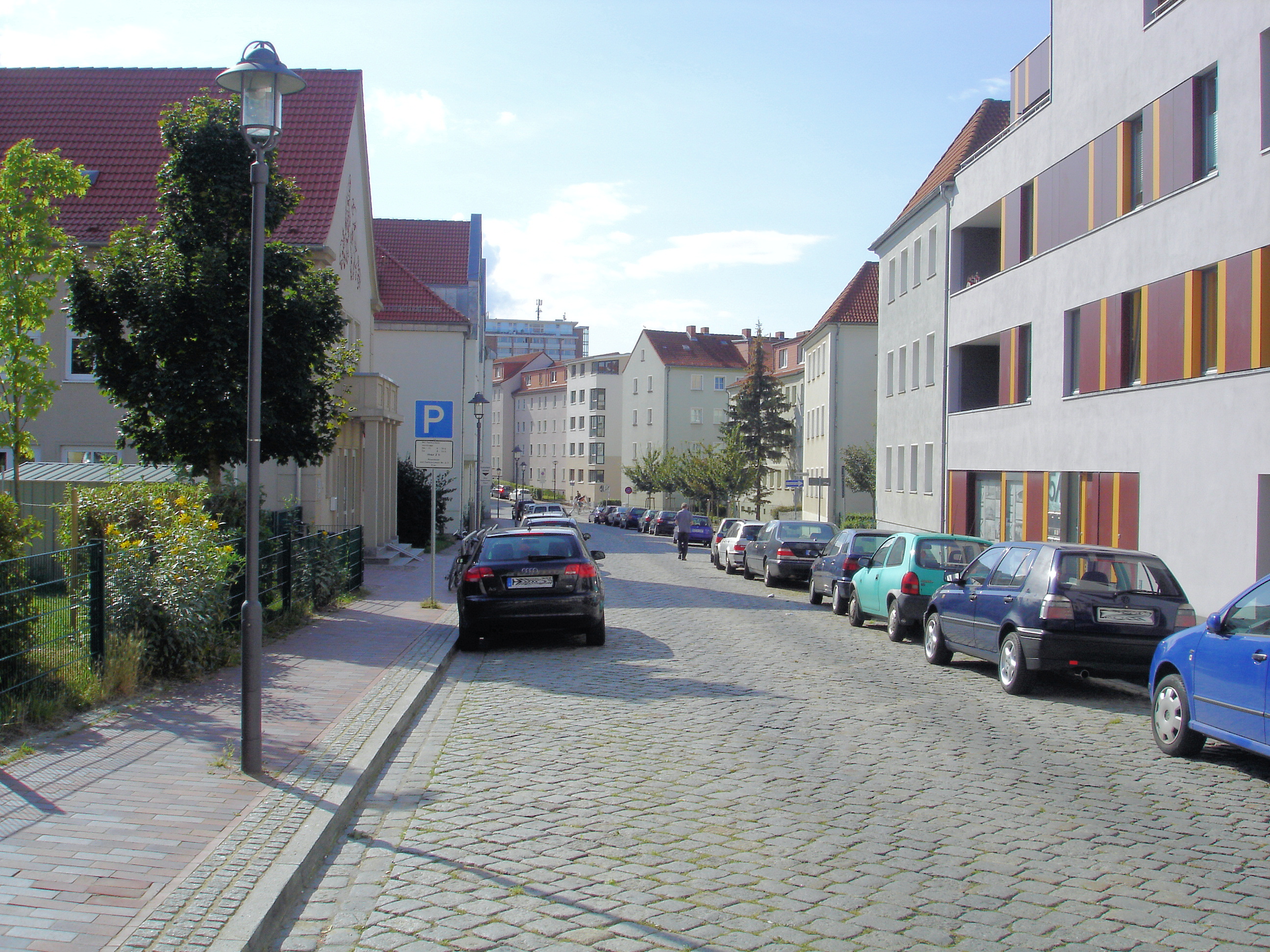
Die Fischbank nach Westen (im Vordergrund der altstädtische Teil, die ehemalige Große Böttcherstraße)

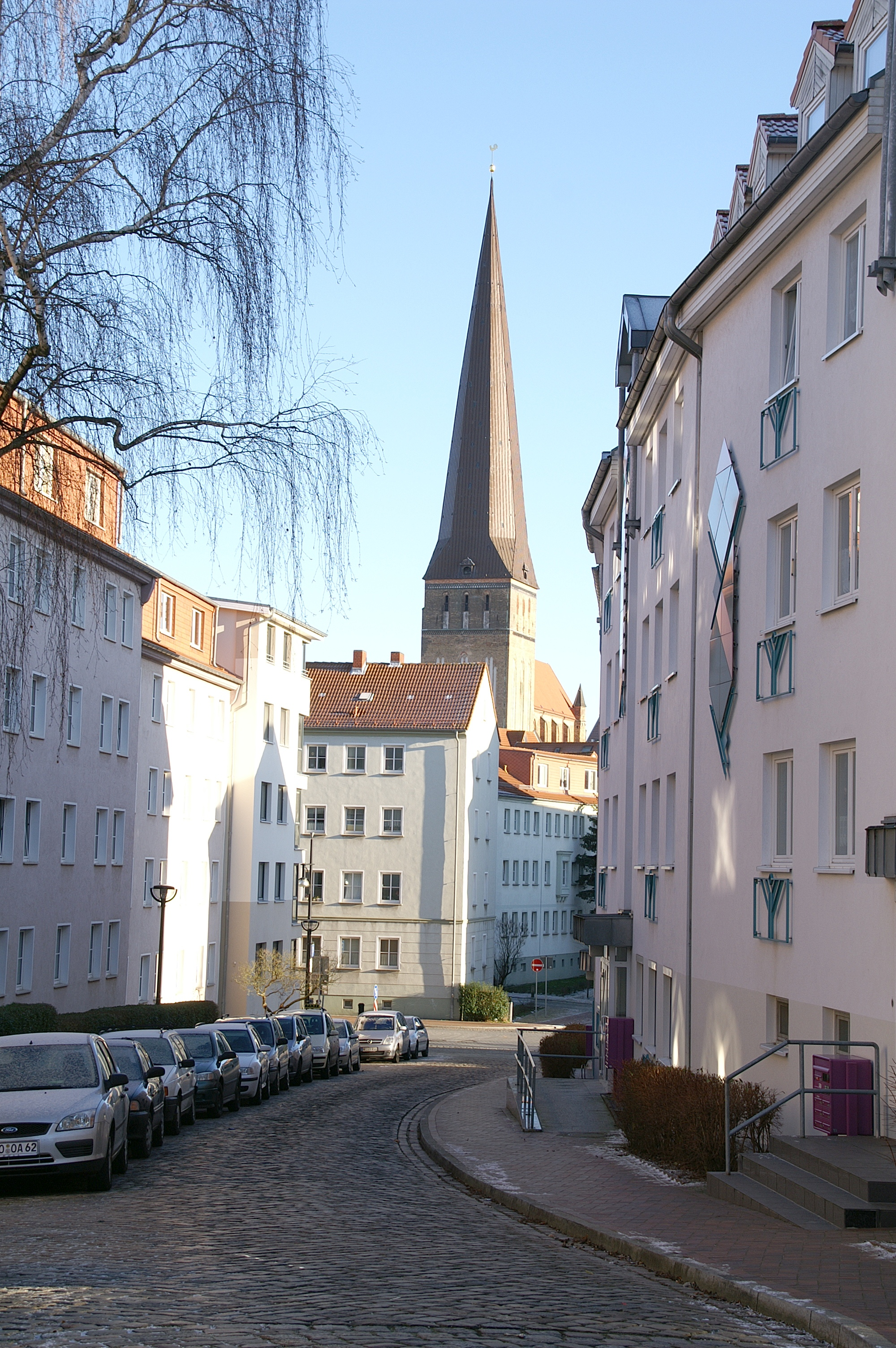
Westlicher Teil der Fischbank (früher Große Bäckerstraße) mit Blick nach Osten zur Kreuzung mit der Grubenstraße und zur Petrikirche

Die Fischbank ist eine Straße im Rostocker Stadtkern. Sie verbindet in Ost-West-Richtung die Wollenweberstraße mit der Kleinen Wasserstraße. In der Mitte kreuzt sie die Grubenstraße. Sie ist sowohl Teil der einstigen Rostocker Mittel-, als auch der Altstadt.

## Verlauf
Von der (heutigen) Kleinen Wasserstraße führt sie in einem leichten Bogen nach Osten. Zwischen der Kreuzung mit der Grubenstraße und der Einmündung auf die Wollenweberstraße zweigt nördlich die  Seidenstraße ab, die die Fischbank mit der Hartestraße verbindet. Die Fischbank ist von relativ großer Bedeutung für den Kraftverkehr in der heutigen Östlichen Altstadt, also des Stadtgebiets östlich des Rathauses.

## Geschichte
Die Fischbank setzt sich aus zwei historischen Straßen zusammen, die beide zum Wasserlauf der Grube, der heutigen Grubenstraße, führten. Es waren die mittelstädtische Große Bäckerstraße im Westen und die altstädtische Große Böttcherstraße im Osten. An der Grube waren beide durch die Fischerbrücke oder Fischbrücke miteinander verbunden und bildeten eine wichtige Verbindung von der Alt- in die Mittelstadt. Die Große Bäckerstraße wurde 1288 als platea pistorum ersterwähnt, die Große Böttcherstraße 1266 als platea bodicariorum. Die namensgebenden Berufe der Bäcker und Böttcher gehörten zu den sogenannten vornehmen Gewerken, d. h. Zünften, so dass beide Straßen vorwiegend mit Giebelhäuser gesäumt waren. Allerdings war weder die Große Böttcher-, noch die Große Bäckerstraße ausschließlich oder auch nur mehrheitlich von Vertretern der namengebenden Berufe bewohnt. 
Der Stadtbrand von 1677 zerstörte beide Straßen gleichermaßen. Sie entstanden in der Folgezeit mit barocken Traufenhäusern neu.
Vermutlich um Verwechslungen der zwei Straßen wegen ihrer ähnlich klingenden Namen auszuschließen, wurden 1856 beide Straßen zur Fischbank zusammengelegt. Der Name stammte von den Fischbänke genannten Fischverkaufsständen beiderseits der Fischerbrücke. Bis 1938 befand sich in der Fischbank darüber hinaus ein jüdisches Geschäfts- und Wohnviertel.
In den Bombennächten Ende April 1942 wurden erneut sämtliche Häuser der Fischbank vernichtet. In der ersten Wiederaufbauphase der Innenstadt ab 1949 wurde die Fischbank mit einer einheitlichen Wohnbebauung versehen.
Außer ihrem Verlauf und ihrem Namen erinnert heute nichts mehr an diesen historischen Straßenzug.